# Stadion Ammochostos
Stadion Ammochostos (gr. Στάδιο Αμμόχωστος) – stadion piłkarski w Larnace, na Cyprze. Został otwarty w 1991 roku. Pojemność trybun wynosi 5500 miejsc. Swoje mecze w charakterze gospodarza rozgrywa na nim Nea Salamina Famagusta Larnaka. Na obiekcie rozegrano m.in. finał piłkarskich Mistrzostw Europy U-16 w 1992 roku.

## Zdjęcia

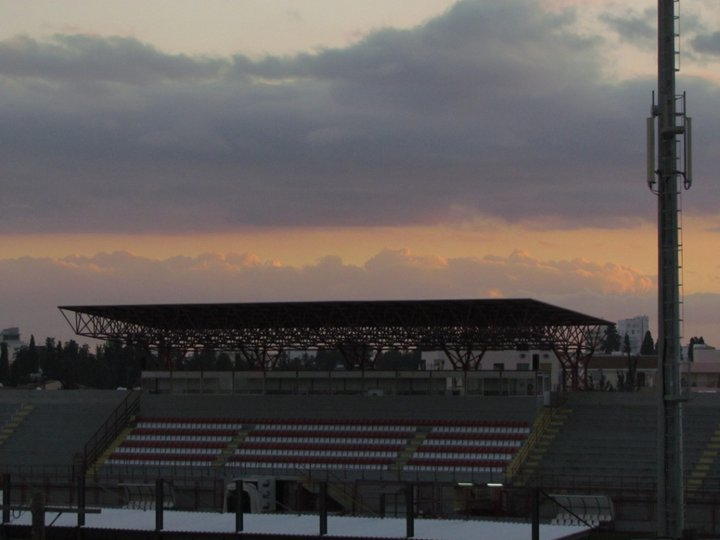
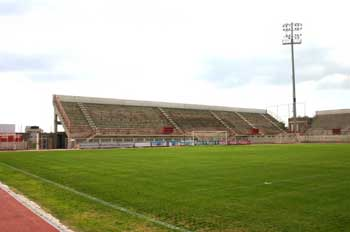
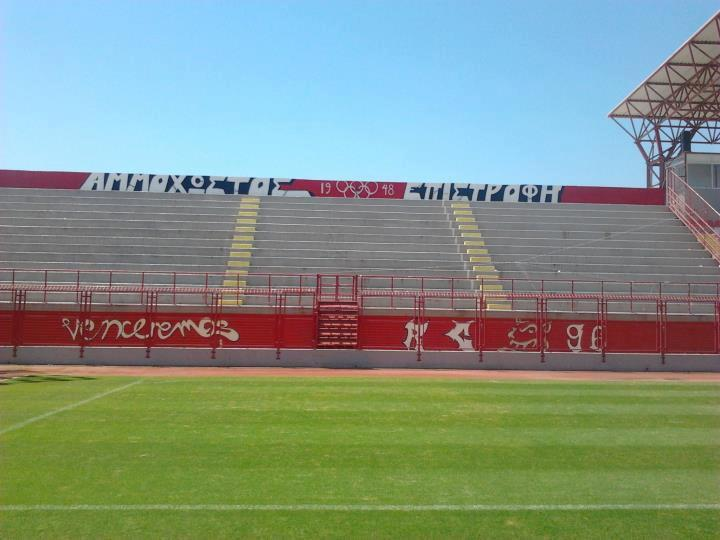
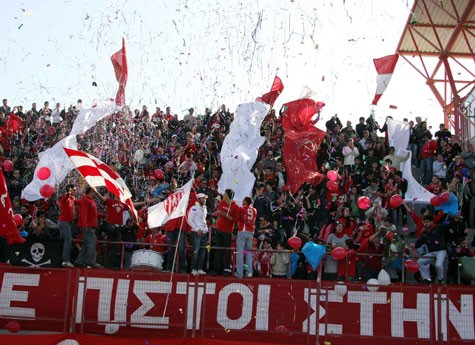
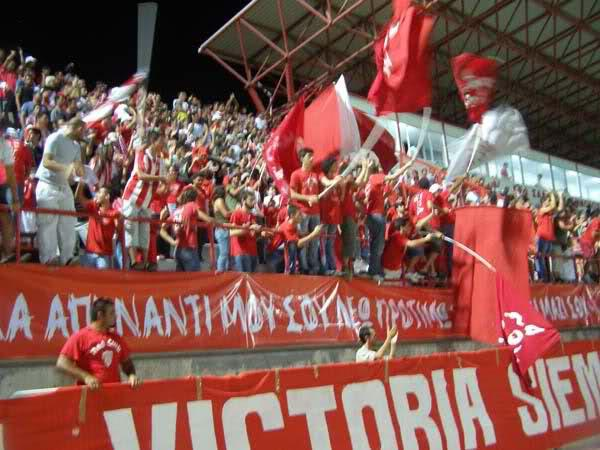
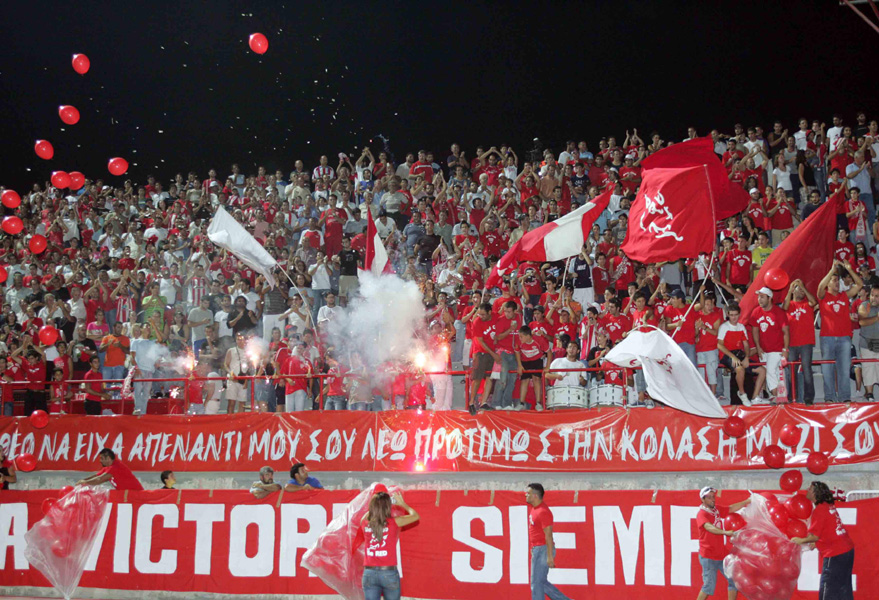